# Desabamento de prédios no Rio de Janeiro em 2012
O desabamento de prédios no Rio de Janeiro em 2012 foi um evento ocorrido na noite de 25 de janeiro de 2012 na cidade do Rio de Janeiro, no estado homônimo, no Brasil, onde três prédios desabaram, matando 19 vítimas.

## Desabamentos
Por volta das 20h30 (UTC -3), três prédios desabaram no centro do Rio de Janeiro: o Liberdade, na rua Treze de Maio, com vinte andares; um na rua Manoel de Carvalho, com dez andares (chamado Colombo); e um pequeno imóvel, localizado entre os dois edifícios, com quatro ou cinco andares. Os destroços atingiram a bilheteria do Teatro Municipal. Logo depois, sessenta homens do Corpo de Bombeiros foram ao local para atuar no trabalho de socorro. Estavam presentes quatorze viaturas entre ambulâncias, caminhões de água e de escada magirus. A Secretaria de Estado de Saúde colocou em alerta todos os hospitais da rede pública estadual, além das Unidades de Pronto Atendimento (UPAs) mais próximas.

## Resultado
A primeira e principal suspeita foi a de que o Edifício Liberdade tinha problemas estruturais, causados por obras que estavam sendo realizadas no edifício.
Em agosto de 2021, a 3ª Vara da Fazenda Pública do Rio de Janeiro condenou o município do Rio de Janeiro ao pagamento de pensões e indenizações às famílias das vítimas dos desabamentos.
O caso foi citado na matéria "Relembre desabamentos e incêndios de grandes proporções no Rio", do O Globo, em 2018.